# モノローグ (SHAKALABBITSの曲)
モノローグは、SHAKALABBITSのメジャー9枚目、通算12枚目のシングルで、XLQから2006年11月22日に発売。

## 解説
MVは東弘明が監督。そしてバスドラムのヘッドにはジャケットと同じイラストが書かれている。
2曲目の“d.d”は1st ALBUM EXPLORING OF THE SPACEに収録されている“D.D”のリミックス曲。

## 収録曲
1. モノローグ
作詞：UKI 作曲：MAH
2. d.d
作詞：UKI 作曲：SHAKALABBITS

## ジャケット
ジャケットのイラストは“ダズリングスープ／シルク”に引き続き、宇野亜喜良が手掛けている。